# .uk
.uk je internetová národní doména nejvyššího řádu pro Spojené království. Kód ISO 3166-1 pro Spojené království je sice gb, ovšem v předchozích počítačových sítích se používal identifikátor .uk, což se promítlo i do TLD. Později bylo přidělena i TLD .gb, přičemž cílem byl postupný přechod na tento kód, k tomu ovšem nikdy nedošlo a široce používané .uk již lze jen těžko změnit.
Není povoleno registrovat doménové jméno přímo pod doménu .uk – místo toho musí být použita doména 2. úrovně, jako jsou:
- .ac.uk – akademické, výzkumné a vzdělávací zaměření
- .co.uk – obecné použití (většinou ale komerční)
- .gov.uk – vládní (centrální i lokální)
- .ltd.uk – obdoba s.r.o.
- .me.uk – obecné použití (většinou ale osobní stránky – britská obdoba .name)
- .mod.uk – ministerstvo obrany (Ministry of Defence) a britské ozbrojené síly
- .net.uk – ISP a společnosti podnikající v oblasti internetu
- .nhs.uk – instituce národních zdravotnických služeb (National Health Service)
- .nic.uk – britská podoba NIC (spravovaná Nominet UK)
- .org.uk – obecné použití (většinou ale nekomerční organizace)
- .parliament.uk – britský a skotský parlament (stránky jeho členů, apod.)
- .plc.uk – obdoba v. o. s.
- .police.uk – policejní orgány a složky
- .sch.uk – místní školy neakademického charakteru (základní, střední a vyšší odborné)